# Rifugio Capanna 2000
Il rifugio Capanna 2000 è un rifugio situato nel comune di Oltre il Colle (BG), in Val Brembana, nelle Prealpi Orobiche, a 1960 m.
Posto sulle pendici del Pizzo Arera, offre un colpo d'occhio su gran parte delle Prealpi Orobie, nonché sull'alta val Seriana e sulla val Serina.

## Caratteristiche e informazioni
Il rifugio Capanna 2000 è di proprietà del comune di Oltre il Colle ed è aperto in modo continuato da metà giugno a metà settembre. Da maggio a giugno e da ottobre a novembre, il rifugio è aperto solo nei giorni prefestivi e festivi. Il resto dell'anno rimane chiuso, per la disponibilità telefonare direttamente al rifugio (0345.95096), che può contare su 30 posti letto e 70 posti a sedere.

## Accessi
Il rifugio è raggiungibile dalla località Plassa Arera (comune di Oltre il Colle), segnavia n. 221 percorribile in 1,45 h.
Può essere raggiunto da Valcanale, in Val Seriana, tramite il rifugio Alpe Corte segnavia 220 fino al lago Branchino, poi seguendo la traccia CAI 222, per un totale di circa 3 ore.
Infine vi si può accedere da Roncobello mediante il sentiero nr.219 fino al lago Branchino, poi tramite il numero 222.

## Ascensioni
- Pizzo Arera (2.512 m), difficoltà EE
- Giro delle Creste Valmora-Fop-Secco (2198, 2322, 2267m.) difficoltà F
- Corna Piana (2.302 m),

## Traversate
- Baita Golla, segnavia n. 237 percorribile in 2 ore.
- Sentiero dei Fiori, segnavia n. 222 percorribile in 45 minuti.

## Galleria d'immagini

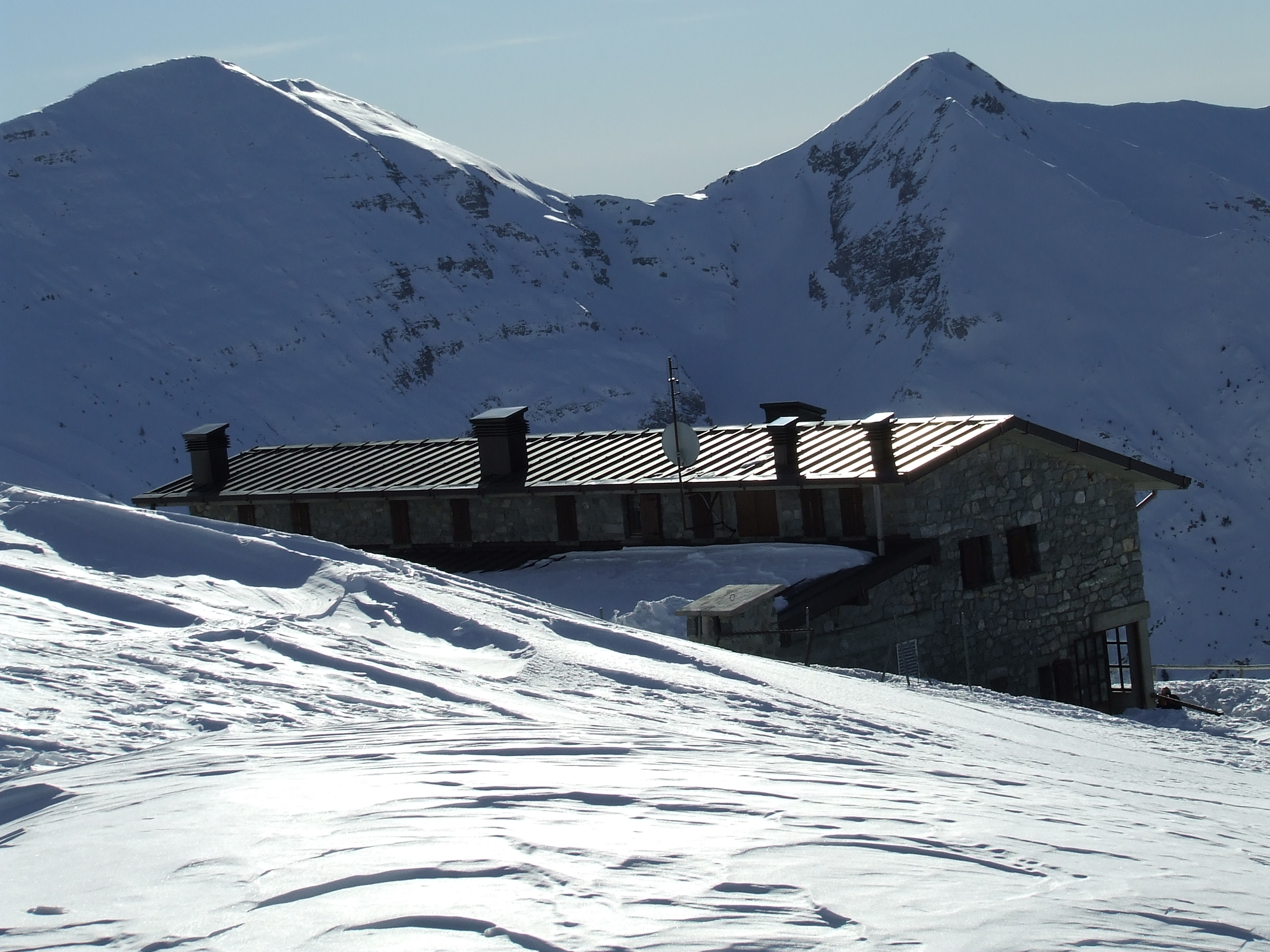
Il rifugio in versione invernale
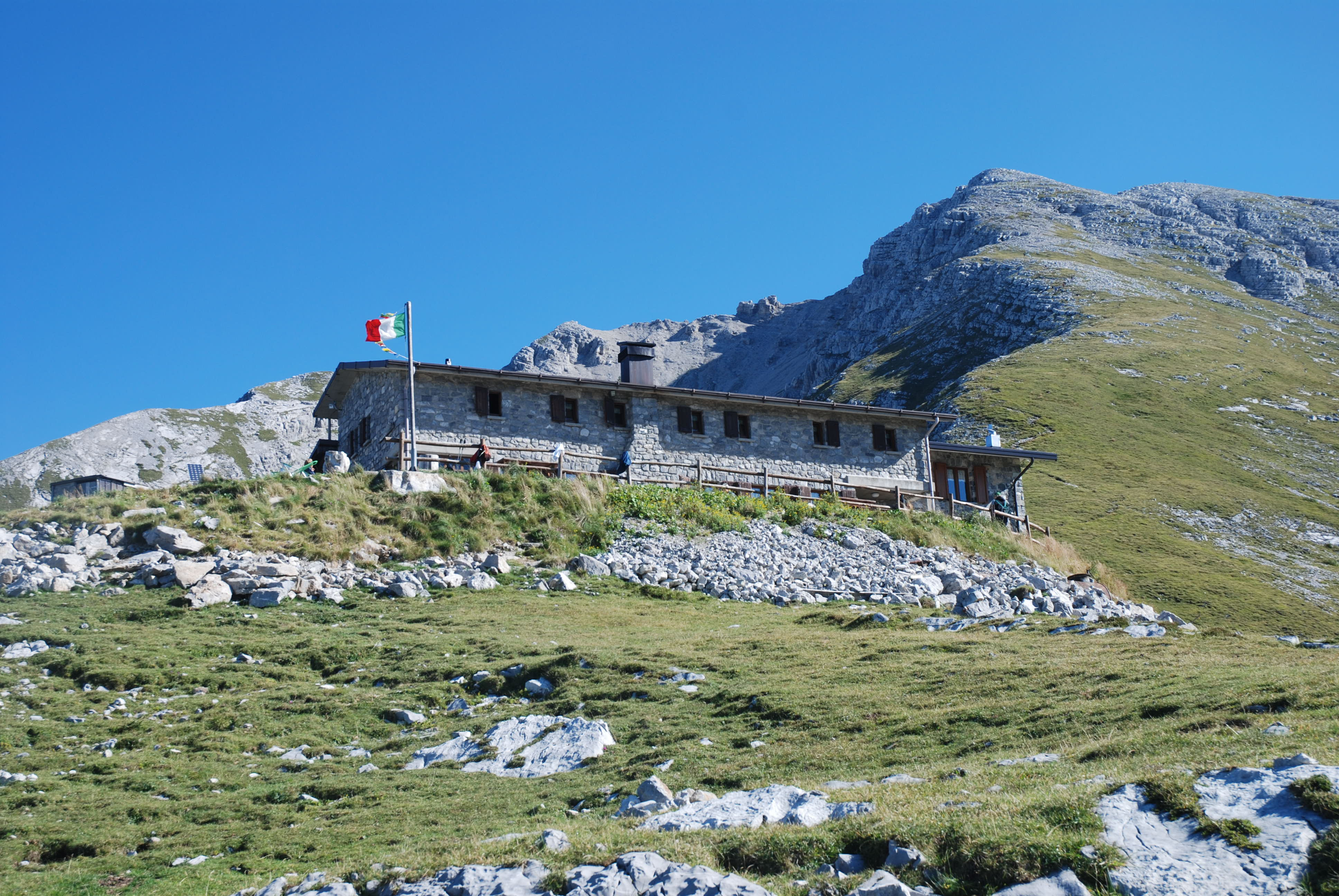
Il rifugio Capanna 2000
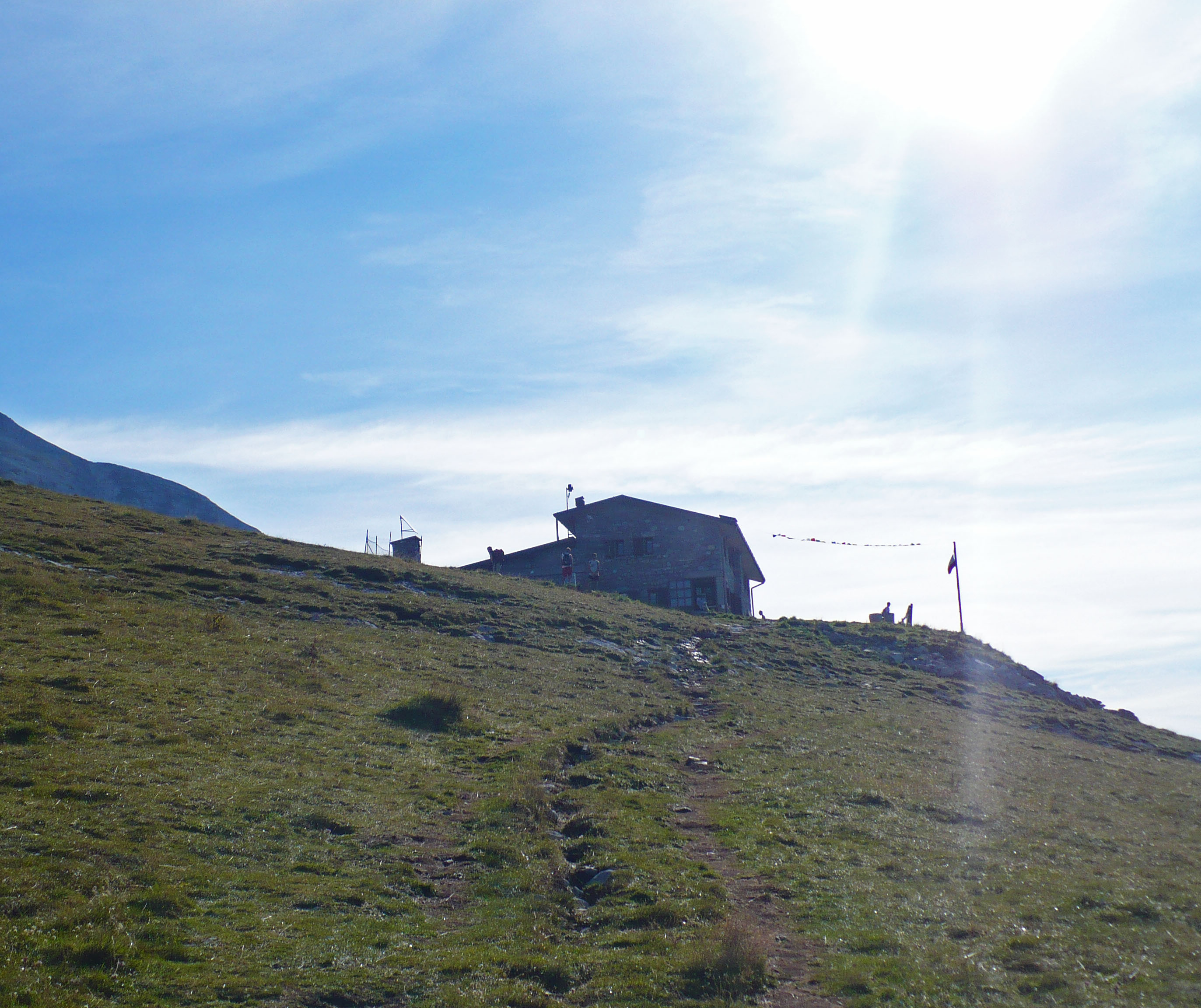
Il rifugio visto da ovest